# Vidicon

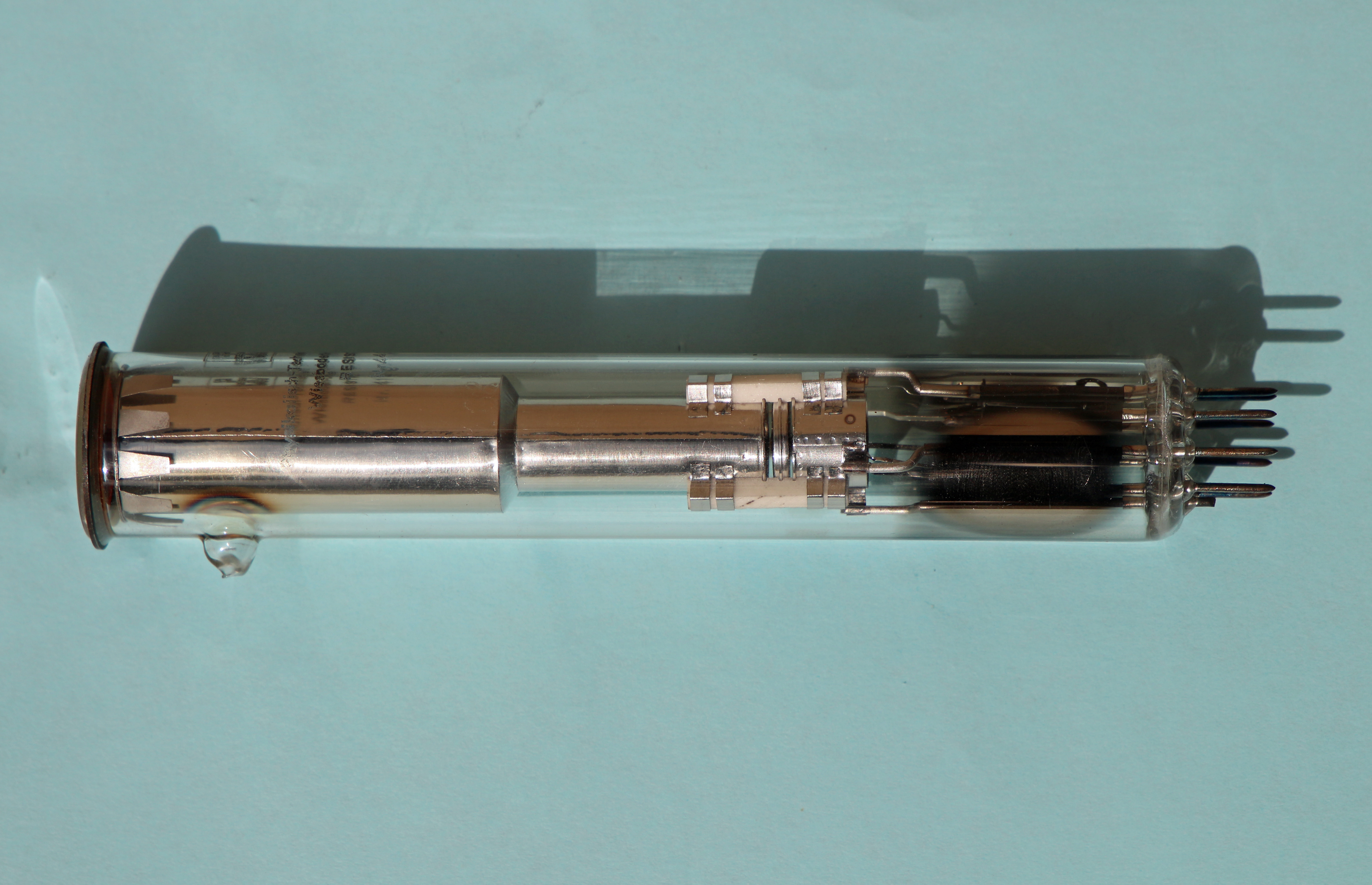
Resistron (Physikalisch-Technische Werkstätten Wiesbaden-Dotzheim) mit 1 Zoll Durchmesser in der alten Ausführung 4149 mit seitlichem Pumpstutzen

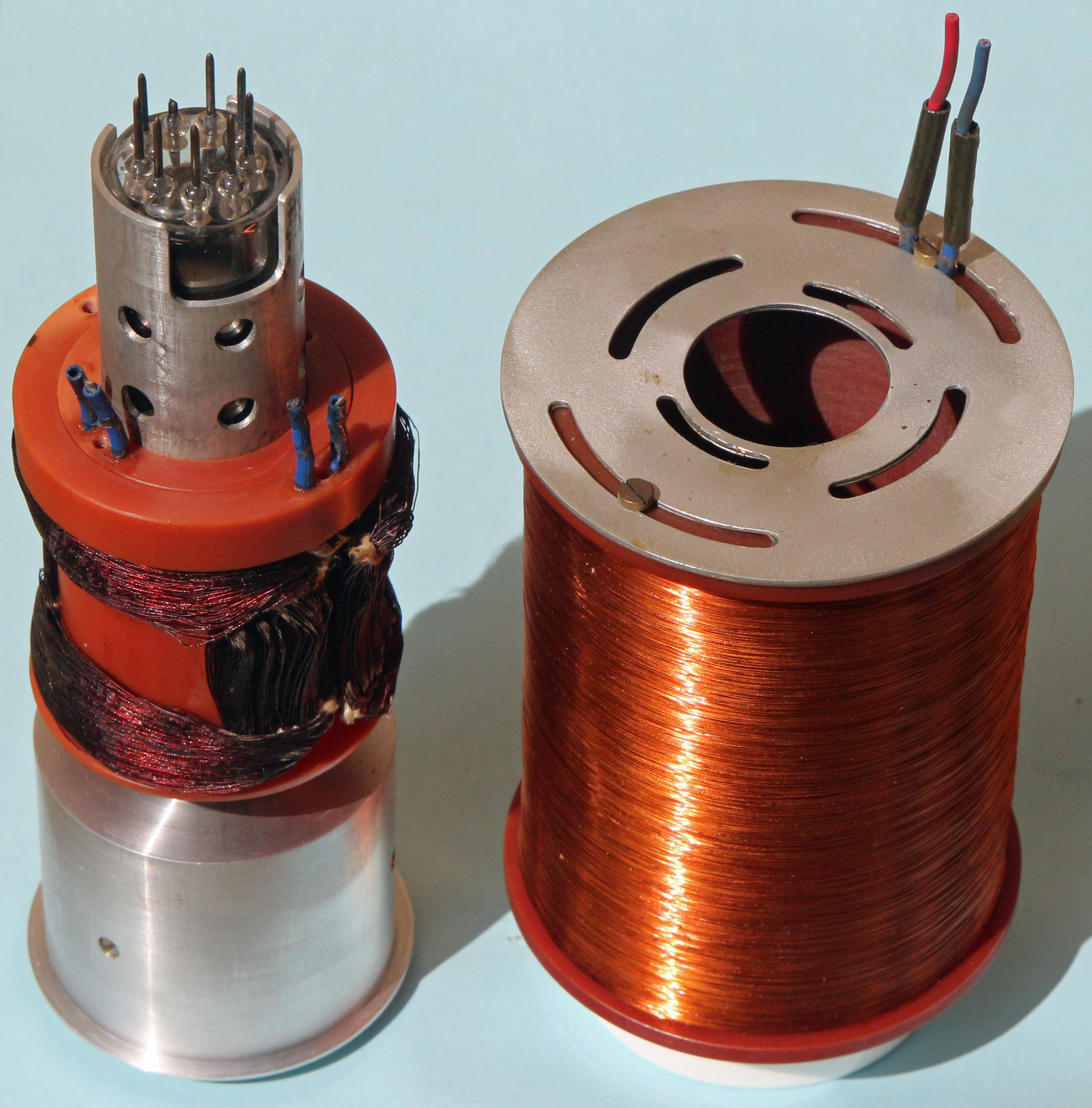
Resistron mit Ablenkspulen (links) und mit abgenommener Fokussierspule (rechts)

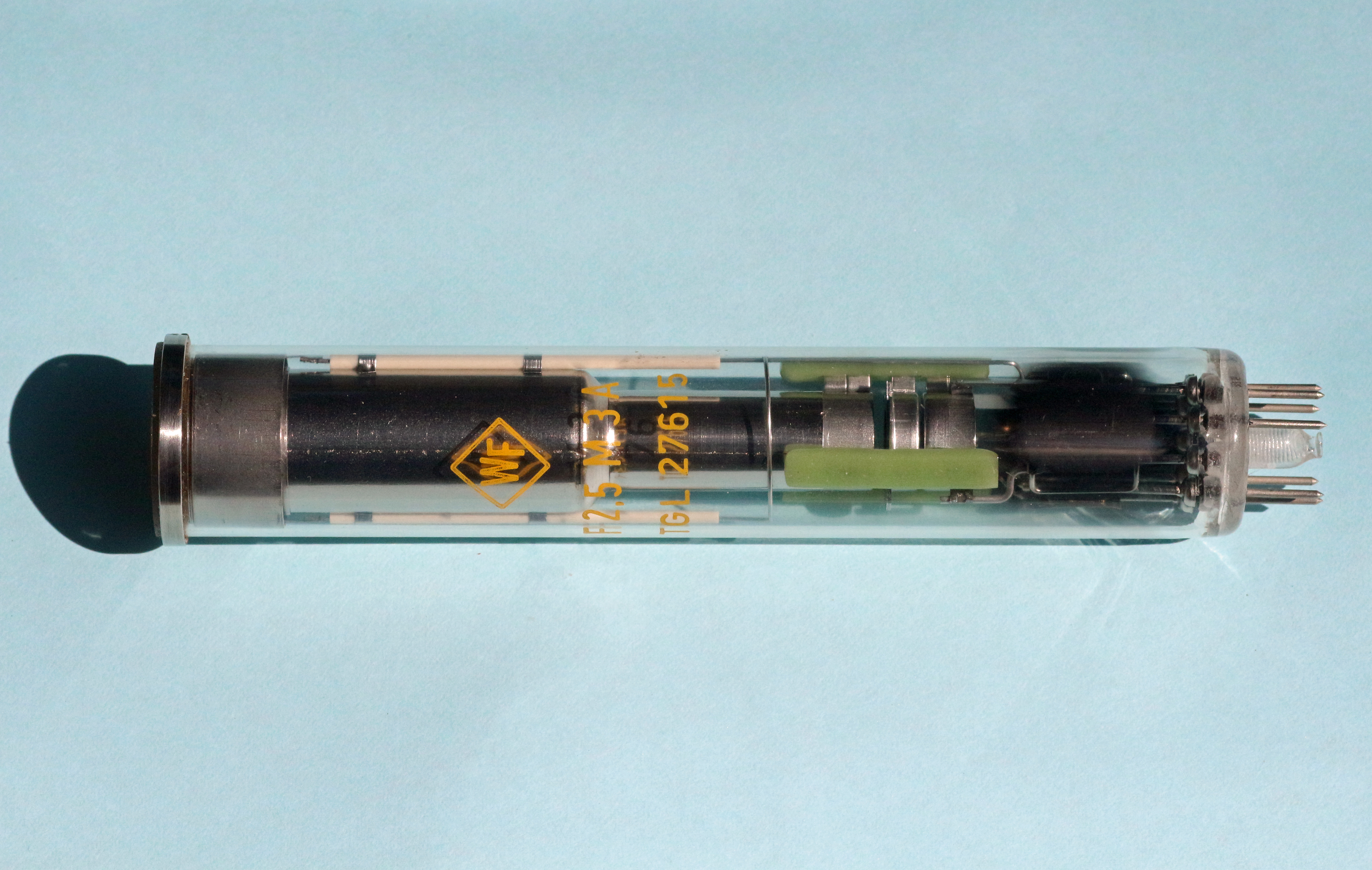
Endikon Typ F 2,5 M3a (VEB Werk für Fernsehelektronik), Durchmesser 2,5 cm mit magnetischer Ablenkung (daher die Typbezeichnung mit 2,5 M)

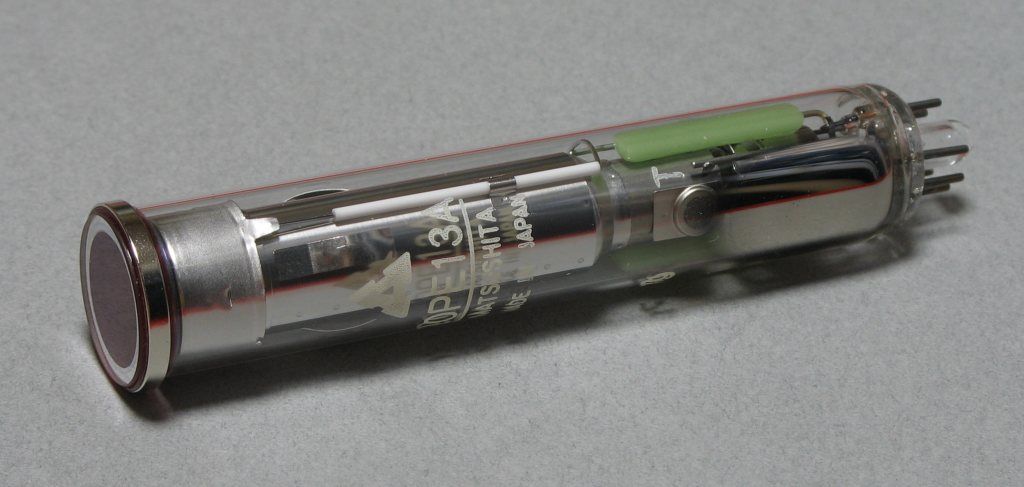
2/3 Zoll Vidicon 20PE13A von Matsushita

Ein Vidicon (deutsch auch Vidikon) ist eine um 1950 von der Firma RCA entwickelte Bildaufnahmeröhre (englisch video camera tube, nicht zu verwechseln mit der Bildröhre zur Wiedergabe eines (Fernseh-) Bildes). Auch heute werden noch Elektronenröhren vom Vidicontyp für Spezialaufgaben wie in stark strahlendem Umfeld (Kernkraftwerke) eingesetzt.

## Geschichte und Vergleich zu anderen Bildsensoren

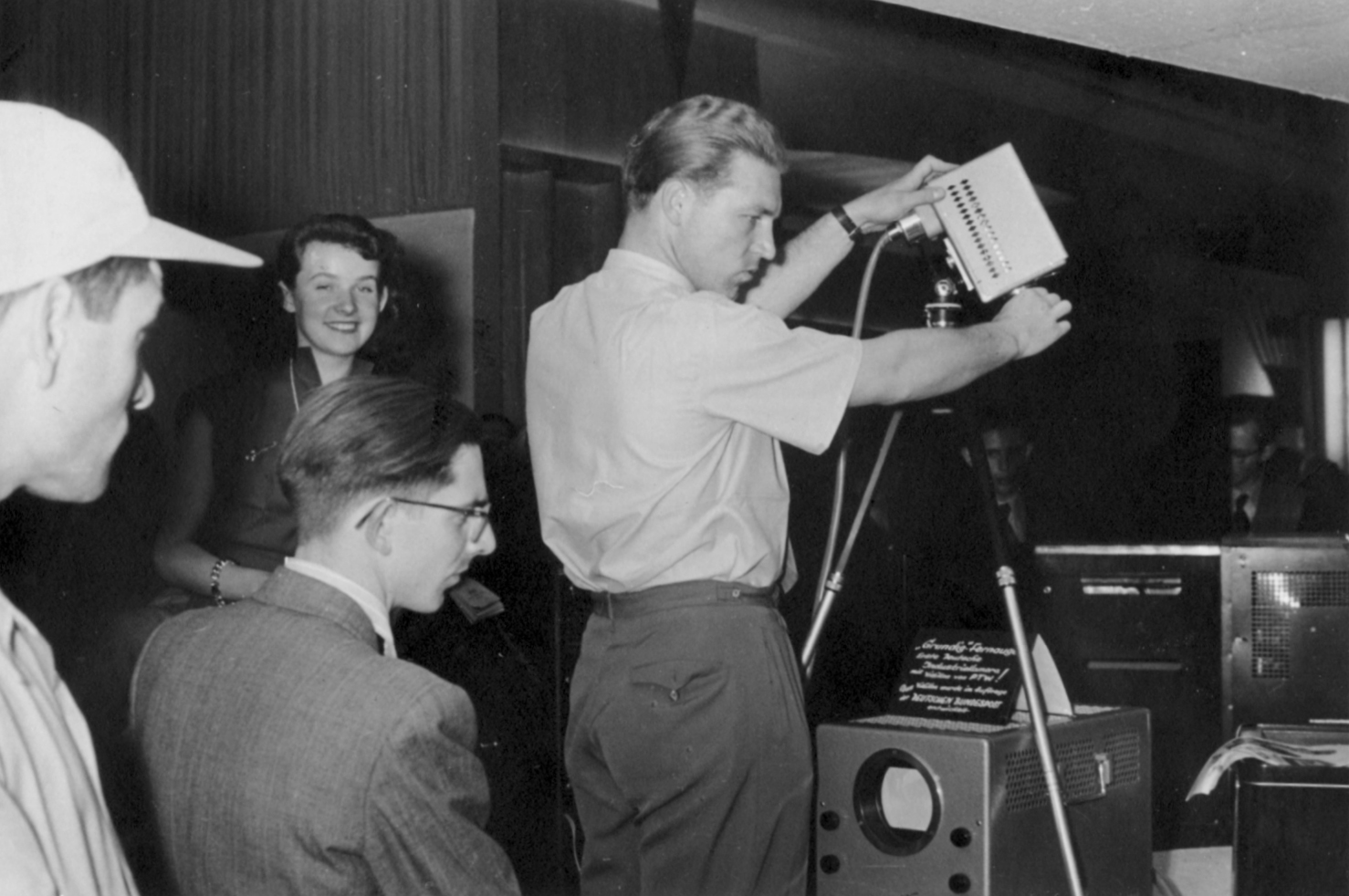
Auf der Düsseldorfer Funkausstellung 1953 präsentiert ihr Entwickler Walter Mayer das auf einem Vidicon basierende Grundig-Fernauge

Im Vergleich zu anderen Bildaufnahmeröhren (etwa dem Orthikon oder Ikonoskop), die mit Fotokathoden und einem schnellen elektrischen Abtaststrahl arbeiten, arbeitet das Vidicon mit einer fotoempfindlichen Schicht, die mit einem langsamen Elektronenstrahl abgetastet wird. Das Vidicon war so bei seiner Einführung kleiner, leichter und sparsamer im Energieverbrauch und setzte sich so schnell zuerst in tragbaren Kameras durch. Während die ersten Vidicons bei RCA mit Selen als fotoempfindlicher Schicht arbeiteten, wurde wegen Haltbarkeitsproblemen schnell zu Antimontrisulfid übergegangen. Röhren des Vidicontyps mit anderen Halbleiterschichten als Antimontrisulfid werden unter anderem Namen gehandelt (siehe Tabelle).
| Name                    | Photoschicht                                            | Empfind- lichkeit in mA/lm | erster Hersteller | Wortmarke oder Produktion seit | Nachteile                                            |
| ----------------------- | ------------------------------------------------------- | -------------------------- | ----------------- | ------------------------------ | ---------------------------------------------------- |
| Vidicon (Se)            | Selen (Se)                                              | -                          | RCA               | 1950                           | maximal 40 °C                                        |
| Vidicon                 | Antimon(III)-sulfid (Sb2S3)                             | -                          | RCA               | 1951                           | Dunkelstrom Nachziehen                               |
| Resistron               | Antimon(III)-sulfid (Sb2S3)                             | -                          | PTW               | 1954                           | Dunkelstrom Nachziehen                               |
| Endikon                 | Antimon(III)-sulfid (Sb2S3)                             | -                          | WF                | 1956                           | Dunkelstrom Nachziehen                               |
| Plumbicon               | Blei(II)-oxid (PbO)                                     | 0,4                        | Philips           | 1962                           | Fackeleffekte bei Überbelichtung                     |
| Leddicon                | Blei(II)-oxid (PbO)                                     | 0,4                        | EEV               | 1975                           | Fackeleffekte bei Überbelichtung                     |
| Si-Multidioden- Vidicon | Silicium-Dioden (Si)                                    | 0,9                        | mehrere           | 1972                           | Fackeleffekte bei Überbelichtung Dunkelstrom Flecken |
| Chalnicon               | Cadmiumselenid (CdSe)                                   | 1,5                        | Toshiba           | 1972                           | Fackeleffekte bei Überbelichtung Nachziehen          |
| Pasecon                 | Cadmiumselenid (CdSe)                                   | 1,5                        | PTW               | 1976                           | Fackeleffekte bei Überbelichtung Nachziehen          |
| Saticon                 | Selen-Arsen-Tellur (SeAsTe)                             | 0,35                       | Hitachi           | 1973                           | Fackeleffekte bei Überbelichtung maximal 50 °C       |
| Newvicon                | Zinkselenid - Cadmiumzinktellurid (ZnSe - Cd(x-1)ZnxTe) | 1,2                        | Matsushita        | 1974                           | Fackeleffekte bei Überbelichtung Dunkelstrom         |

In Deutschland präsentierte der Hersteller Grundig zur Düsseldorfer Funkausstellung 1953 eine für damalige Verhältnisse sensationell kleine und handliche, nur drei Kilogramm schwere Vidicon-Fernsehkamera unter der Bezeichnung Grundig-Fernauge.
Die Raumsonden des amerikanischen Mariner und Viking-Programms verwendeten das Vidicon für ihre Aufnahmen, Mariner 4 nahm damit die ersten Nahaufnahmen des Mars auf.
Ebenso verwendeten die Raumsonden des Voyager-Programms Vidicon-Kameras für ihre Aufnahmen.

## Funktionsweise
Die lichtempfindliche Schicht besteht aus halbleitenden Materialien wie Selen, Arsen, Tellur, oder Antimon(III)-sulfid (Sb2S3). Sie wird auf eine Glasscheibe aufgebracht, die sich an der Stirnwand der Elektronenröhre befindet. Für den elektrischen Kontakt sorgt eine durchsichtige, elektrisch leitende Schicht zum Beispiel aus Indiumzinnoxid. Diese Signalplatte wird von einem Elektronenstrahl negativ aufgeladen. Das aufzunehmende Bild verändert durch die unterschiedliche lokale Helligkeit punktweise den elektrischen Widerstand, sodass die Ladungen unterschiedlich schnell zur positiven Signalplatte abwandern. Dort entsteht ein Ladungsbild, das bei jedem neuen Abtastvorgang zugleich ausgelesen und wieder gelöscht wird.
Der Elektronenstrahl wird mit einem Strahlsystem wie in einer Kathodenstrahlröhre erzeugt. Die Kathode wird indirekt elektrisch beheizt und besteht aus geeigneten Materialien, um mit niedriger Temperatur Elektronen freisetzen zu können. Der Elektronenstrahlerzeuger ist meist als Triode ausgebildet: durch das Loch des negativ geladenen Wehneltzylinders „greift“ das positive Feld des Beschleunigungsgitters und saugt die Elektronen aus einer elektronenoptisch betrachtet „virtuellen“ Kathode (die virtuelle Kathode ist eigentlich eine Elektronenwolke über der Kathode). Mit der Spannung der Wehneltelektrode wird der Kathodenstrom gesteuert. Es bildet sich ein sog. „Crossover“-Punkt in der Nähe des Wehneltzylinders aus, der mit einer um die Röhre liegenden Fokussierspule auf die photoempfindliche Schicht abgebildet wird. Das magnetische Strahlablenksystem besteht aus Sattelspulen ähnlich wie bei Bildröhren. Durch die Ablenkung entsteht ein Schärfefehler des Strahls, der korrigiert werden muss. Ein vor der photoempfindlichen Schicht befindliches Netz sorgt dafür, dass der Strahl nicht durch die umgeladene Schicht abgelenkt wird.

### Weiterentwicklungen
Philips entwickelte 1962 das Plumbicon, das Bleioxid (PbO) verwendet. Vorteile des Plumbicon sind die kompakte Bauweise, die einfache Betriebsweise und die Möglichkeit, einem schnellen Bildwechsel nahezu trägheitslos zu folgen, weshalb diese Röhre fast ausschließlich im Fernsehbetrieb eingesetzt wurde und andere Bauarten verdrängte.

### Farbbilder
Farbbilder wurden durch die Verwendung von drei Röhren in einer Kamera möglich. Mit einem Strahlteiler wird das einfallende Licht auf drei Röhren geteilt. Vor jeder Röhre sitzt je ein RGB-Farbfilter der Farben Rot, Grün und Blau, so dass pro Videoröhre nur die entsprechenden Farbanteile der Bild-Grundfarben aufgezeichnet werden, die dann bei der späteren Darstellung auf dem Fernseher wieder zusammengesetzt werden.
Für den Konsumbereich war dieser Aufbau zu aufwendig, es wurden daher Kameras mit Streifenfilter entwickelt. Neben einer geringen Auflösung (typisch 220 Spalten horizontal) zeigten so aufgenommene Bilder starke Moiré-Effekte.
Durch die Weiterentwicklung der Farbfiltertechnik werden heute Mosaikfilter verwendet, die den Moiréeffekt mildern, aber nicht verhindern können.

## Größenangabe
Eine Eigenart bei der Größenangabe der Videoröhre bestimmt noch heute die Größen bei Sensoren von Digitalkameras: Früher gab man den äußeren Glasdurchmesser der lichtempfindlichen Frontfläche in Zoll an. Die real nutzbare Bilddiagonale war etwa 2/3 davon. Zum Beispiel besitzt das klassische 1-Zoll-Vidicon XQ-1030 bei einem Seitenverhältnis von 4:3 eine nutzbare Bildfläche von rund 10 mm × 13 mm, was einer Diagonale von 16,4 mm entspricht. Obwohl 1 Zoll (1″) 25,4 mm entspricht, wird eine Röhre als 1-Zoll-Röhre bezeichnet, die eine effektive Bilddiagonale von 16,4 mm aufweist. Diese eigenartige Berechnung wird noch heute verwendet. Ein moderner 1/2,7-Zoll-Sensor weist also nur eine reale Bilddiagonale von 1/2,7 · 16,4 mm = 6,07 mm und nicht von 9,41 mm auf. Je nach Sensortyp und Bildverhältnis schwanken die Größendifferenzen etwas.
Die Rechnung auf Basis 16,4 mm ≘ 1″ kann nur als Anhaltswert dienen, da das Verhältnis von Röhrendurchmesser zu Bilddiagonale keine Konstante ist.